# Dervischstaten
Dervischstaten (somaliska: Dawlada Daraawiish, arabiska: دولة الدراويش) var en sunnimuslimsk stat i nuvarande Somalia som grundades av den sufiislamiske ledaren Muhammad Abdullah Hassan och som han regerade 1896–1920.. Han samlade soldater från klanerna Ogaden, Dhulbahante, Habr Je'lo och Habr Yunis och förenade dem till en lojal armé kallad dervischerna.
Med hjälp av dervischarmén kunde Muhammad Abdullah Hassan erövra områden av somaliska sultaner, etiopier och av västländerna och skapa en kraftfull stat. Dervischstaten vann ryktbarhet i både västländerna och den islamiska världen genom sitt motstånd mot Brittiska imperiet och Italien.
Dervischstaten klarade sig genom kapplöpningen om Afrika och var den enda islamiska staten i Afrika som behöll sin självständighet till efter första världskriget. Efter ett kvartssekel förlorade dervischerna slutligen 1920 mot britterna, då dessa med flygplan bombade huvudstaden Taleex.